# Mai 1860

## Événements
- 1er mai, Espagne : inauguration de la section Manresa-Lérida du chemin de fer de Barcelone à Saragosse. (compañia del ferrocarril de Zaragoza a Barcelona)

- 3 mai : division au sein des démocrates américains sur la question de l’esclavage.

- 11 mai : expédition des Mille en Sicile.

- 17 mai, Paris : fondation de l’Alliance israélite universelle ou (AIU), par la volonté d'Adolphe Crémieux, un Juif d’une très ancienne famille provençale qui joua un grand rôle en tant que révolutionnaire en 1848. L'AIU deviendra un vecteur des valeurs culturelles et spirituelles de la France républicaine et un agent d’influence et de renseignements du Quai d’Orsay (ministère des Affaires étrangères).

## Naissances
- 3 mai : Vito Volterra, mathématicien et physicien italien († 11 octobre 1940).
- 15 mai : Carl Frederik Liisberg, peintre et sculpteur danois († 19 avril 1909).

## Décès
- 5 mai : Jean-Charles Prince, évêque de Saint-Hyacinthe
- 13 mai : Christian Gmelin, chimiste allemand (° 1792).
- 21 mai : Phineas Gage, célèbre cas d'école en neurologie.